# Mercik Peak
Mercik Peak är en bergstopp i Antarktis. Den ligger i Västantarktis. Nya Zeeland gör anspråk på området. Toppen på Mercik Peak är 1 425 meter över havet, eller 35 meter över den omgivande terrängen. Bredden vid basen är 0,56 km.
Terrängen runt Mercik Peak är varierad. Trakten är obefolkad. Det finns inga samhällen i närheten.